# Paola Tirados
Paola Tirados Sánchez (Las Palmas de Gran Canaria, 14 de enero de 1980) es una deportista española que compitió en natación sincronizada.
Participó en tres Juegos Olímpicos de Verano entre los años 2000 y 2008, obteniendo una medalla de plata en Pekín 2008 en la prueba de equipo. Ganó nueve medallas en el Campeonato Mundial de Natación entre los años 2003 y 2007, y diez medallas en el Campeonato Europeo de Natación entre los años 2000 y 2008.

## Palmarés internacional
| Juegos Olímpicos   | Juegos Olímpicos         | Juegos Olímpicos  | Juegos Olímpicos  |
| Año                | Lugar                    | Medalla           | Prueba            |
| ------------------ | ------------------------ | ----------------- | ----------------- |
| 2008               | Pekín (China)            | Medalla de plata  | Equipo            |
| Campeonato Mundial |                          |                   |                   |
| Año                | Lugar                    | Medalla           | Prueba            |
| 2003               | Barcelona (España)       | Medalla de plata  | Combinación libre |
| 2003               | Barcelona (España)       | Medalla de bronce | Dúo               |
| 2005               | Montreal (Canadá)        | Medalla de plata  | Dúo               |
| 2005               | Montreal (Canadá)        | Medalla de bronce | Equipo            |
| 2005               | Montreal (Canadá)        | Medalla de bronce | Combinación libre |
| 2007               | Melbourne (Australia)    | Medalla de plata  | Dúo técnico       |
| 2007               | Melbourne (Australia)    | Medalla de plata  | Dúo libre         |
| 2007               | Melbourne (Australia)    | Medalla de plata  | Equipo libre      |
| 2007               | Melbourne (Australia)    | Medalla de bronce | Equipo técnico    |
| Campeonato Europeo |                          |                   |                   |
| Año                | Lugar                    | Medalla           | Prueba            |
| 2000               | Helsinki (Finlandia)     | Medalla de bronce | Dúo               |
| 2002               | Berlín (Alemania)        | Medalla de plata  | Dúo               |
| 2002               | Berlín (Alemania)        | Medalla de plata  | Equipo            |
| 2004               | Madrid (España)          | Medalla de oro    | Combinación libre |
| 2004               | Madrid (España)          | Medalla de plata  | Dúo               |
| 2006               | Budapest (Hungría)       | Medalla de plata  | Dúo               |
| 2006               | Budapest (Hungría)       | Medalla de plata  | Equipo            |
| 2006               | Budapest (Hungría)       | Medalla de plata  | Combinación libre |
| 2008               | Eindhoven (Países Bajos) | Medalla de oro    | Equipo            |
| 2008               | Eindhoven (Países Bajos) | Medalla de oro    | Combinación libre |